# Синклер, Уильям, 10-й граф Кейтнесс
Уильям Синклер, 10-й граф Кейтнесс (англ. William Sinclair, 10th Earl of Caithness; 2 апреля 1727 — 29 ноября 1779) — шотландский дворянин и глава клана Синклер (1765—1779).

## Биография
Родился 2 апреля 1727 года. Сын Джона Синклера (? — 1733) и Джанет Синклер, дочери Патрика Синклера из Саутдуна.
В 1761 году Александр Синклер, 9-й граф Кейтнесс, оформил ординат, согласно которому в случае несостоятельности его наследников его поместья должны перейти к Синклерам Стивенсона, которые не были связаны с Синклерами из Меркла, от которых происходил граф. После его смерти мужское потомство его отца, Джона Синклера, 8-го графа Кейтнесса, его деда, сэра Джеймса Синклера, 2-го из Меркла, и его прадеда, Джеймса Синклера, 1-го из Меркла, пресеклось. Затем титул перешел к Уильяму Синклеру из Раттара, как прямому потомку сэра Джона Синклера из Гринланда и Раттара, третьему сыну Джона Синклера, мастера Кейтнесса (? — 1576) и младшему брату Джеймса Синклера, 1-го из Меркла. Мастер Кейтнесса был сыном Джорджа Синклера, 4-го графа Кейтнесса.
У сэра Джеймса Синклера из Мёркла был сын, Дэвид Синклер из Бройнаха, чьи потомки мужского пола унаследовали бы титул в приоритете перед ветвью Синклер из Гринланда и Раттара. Однако его внук Джеймс, который действительно претендовал на титул, не смог доказать законность своего отца, Дэвида, сына Дэвида Синклера из Бройнаха. Таким образом, Уильям Синклер из Раттара был назначен наследником мужского пола, став 10-м графом Кейтнессом, и Комитет по привилегиям присудил ему титул в мае 1772 года.
Уильям Синклер, 10-й граф Кейтнесс, женился на Барбаре Синклер (? — 20 февраля 1793), дочери Джона Синклера из Скотскалдера. Он умер в 1779 году, оставив пятерых сыновей и трех дочерей:
- Подполковник Джон Синклер, 11-й граф Кейтнесс (? — 8 апреля 1789), старший сын и преемник.
- Уильям Синклер, офицер, умерший в Америке, неженатый
- Джеймс Синклер
- Александр Синклер
- Дэвид Синклер
- Леди Изабелла Синклер, умершая незамужней
- Леди Джанет Синклер (? — 29 марта 1806), вышедшая замуж за Джеймса Трэйла из Рэттара.